# South Pacific (album)
South Pacific (pełny tytuł: Sing the Song Hits From South Pacific) – album kompilacyjny składający się z płyt gramofonowych nagranych przez Binga Crosby’ego, Danny’ego Kaye’a, Evelyn Knight i Ellę Fitzgerald, wydany w 1949 roku przez wytwórnię Decca Records.

## Lista utworów
Piosenki znalazły się na 4-płytowym, 78-obrotowym albumie, Decca Album A-714.
płyta 1
(10 marca 1949)
| 1. | „Bali Ha'i” (Bing Crosby)              | 3:21  |
|    |                                        |       |
| 2. | „Some Enchanted Evening” (Bing Crosby) | 3:05  |
|    |                                        |       |
|    |                                        | 06:26 |
|    |                                        |       |
płyta 2
(18 kwietnia 1949)
| 1. | „There Is Nothing Like a Dame” (Danny Kaye) | 3:15  |
|    |                                             |       |
| 2. | „Honey Bun” (Danny Kaye)                    | 2:53  |
|    |                                             |       |
|    |                                             | 06:08 |
|    |                                             |       |
płyta 3
(25 kwietnia 1949)
| 1. | „A Wonderful Guy” (Evelyn Knight)      | 3:01  |
|    |                                        |       |
| 2. | „A Cock-Eyed Optimist” (Evelyn Knight) | 3:08  |
|    |                                        |       |
|    |                                        | 06:09 |
|    |                                        |       |
płyta 4
(27 kwietnia 1949)
| 1. | „I'm Gonna Wash That Man Right Outa My Hair” (Ella Fitzgerald) | 2:59  |
|    |                                                                |       |
| 2. | „Happy Talk” (Ella Fitzgerald)                                 | 3:15  |
|    |                                                                |       |
|    |                                                                | 06:14 |
|    |                                                                |       |